# Bulevardul Independenței din Ploiești
Bulevardul Independenței, cunoscut și ca Bulevardul Castanilor, este unul din cele mai importante bulevarde din Ploiești, fiind principala arteră care leagă centrul orașului (Piața Victoriei) de partea de sud a acestuia (Piața 1 Decembrie 1918).

## Istoric
După ridicarea Gării de Sud, autoritațile ploieștene au fost nevoite să construiască un bulevard care să o lege de centrul orașului. În anul 1871, primarul Ioan Philiu a format o comisie care urma să decidă traseul noii artere iar în ianuarie 1872 membrii comisiei respective au stabilit pe unde va trece bulevardul. Noul bulevard urma să pornească din fața Gării de Sud și să ajungă in centrul orașului, având două ronduri, denumite mai târziu ”La Eliseu” (cel dinspre gară) și ”La Statuie” (cel dinspre centru). Bulevardul Independenței a fost finalizat în timpul primarilor C. T. Grigorescu (1877-1883) și Radu Stanian (1883-1888).
La început, strada a fost pavată cu piatră cubică. Pe marginea străzii s-au plantat castani, s-au montat felinare cu gaz, iar în 1897, la rondul dinspre centru a fost amplasat Monumentul Vânătorilor care se află momentan în Piața 1 decembrie 1918. Bulevardul a fost una dintre primele străzi iluminate electric.
În 1906, familia regală a sosit la Ploiești, iar pe bulevard s-a instalat o tribună de unde Regele Carol I a admirat parada militară, printre care și Regimentul 4 Roșiori, în frunte cu viitoarea Regina Maria.
In perioada comunistă, Bulevardul Independenței s-a numit Bulevardul Gheorghe Gheorghiu - Dej, tot aici având loc și paradele de 1 mai și 23 august. Cei ce participau la parade se adunau la Gara de Sud și parcurgeau bulevardul, trecând prin fața tribunei oficiale aflate la rondul ”La Statuie”.